# استاری آلتینژار
استاری آلتینژار (به لاتین: Stary Altynzhar) یک منطقهٔ مسکونی در روسیه است که در استان آستراخان واقع شده‌است.